# Air Cargo Germany
ACG Air Cargo Germany GmbH, kurz ACG, war eine deutsche Frachtfluggesellschaft mit Sitz und Basis auf dem Flughafen Frankfurt-Hahn.

## Geschichte
Die Fluggesellschaft wurde im Juni 2008 von Michael Bock als Mehrheitsgesellschafter gegründet. Michael Bock war vorher mehr als 20 Jahre bei  LTU als Nomitated Postholder beschäftigt. Die ACG Air Cargo Germany erhielt am 14. Juli 2009 ihr Air Operator Certificate, die die ACG Air Cargo Germany berechtigt, Fracht und Post im gewerblichen Verkehr zu transportieren. Mit in die Geschäftsleitung wurde der frühere LTU-Manager Thomas Homering aufgenommen. Nach dem Ausscheiden von Michael Bock wurde noch Michael Schaecher, der verschiedene Führungspositionen bei DHL Global Forwarding und Panalpina verantwortete, in die Geschäftsleitung aufgenommen. Anteilseigner waren bis zum Ausscheiden von Michael Bock zu 51 % die ACG Beteiligungsgesellschaft mbH und zu 49 % die Volga Dnepr Logistics B.V.
Im September 2009 erhielt ACG die Genehmigung für Linienflüge nach Hongkong und Shanghai. Am 1. Oktober 2009 startete der erste Linienflug nach Dubai und Beirut.
Seit Ende März 2012 war die Fluggesellschaft zu 49 % im Besitz der Volga-Dnepr Group. In diesem Zusammenhang sollte die Basis am Heimatflughafen Frankfurt-Hahn um weitere Flugzeuge aufgestockt werden. In den ersten Monaten des Jahres 2013, Januar bis März, entfiel rund ein Fünftel des Frachtaufkommens am Flughafen Frankfurt-Hahn auf die ACG.
Am 19. April 2013 wurde die Einstellung des Flugbetriebes bekannt gegeben, die Betriebslizenz der Gesellschaft ruhte seither. In der Folge wurde am 1. Juli 2013 das Insolvenzverfahren eröffnet. Im Rahmen des Insolvenzverfahrens wurde bekannt, dass ACG während seines Flugbetriebs einen Kredit über 5 Millionen Euro bei der Betreibergesellschaft des Flughafens Frankfurt-Hahn (aus Schulden stammend) und 2009 beim Land Rheinland-Pfalz, über die Investitions- und Strukturbank Rheinland-Pfalz, in Anspruch genommen hat. Diese Kredite hatten die Kreditgeber teilweise schon abgeschrieben. Die Kredite wurden aber aus der Insolvenzmasse vollständig an das Land Rheinland-Pfalz zurückgeführt. Um den Flugbetrieb wieder aufzunehmen, gingen potenzielle Investoren von einem Kapitalbedarf in Höhe von 30 bis 50 Millionen Euro aus. Anfang September 2013 wurde bekannt, dass die Verhandlungen mit neuen Investoren gescheitert seien. In der Folge wurden alle Mitarbeiter entlassen und die geleasten Flugzeuge zurückgegeben.

## Leistungen
ACG Air Cargo Germany bediente insbesondere Langstrecken, sowohl im Charter- als auch im Liniendienst. Sie übernahm bis zur Einstellung des Flugbetriebs am 19. April 2013 den Transport von Gefahrgütern, von schweren und übergroßen Frachtstücken, von verderblichen Gütern und den Transport lebender Tiere. Alle Transporte wurden gemäß der internationalen Bestimmungen der ICAO durchgeführt.

## Flotte
Mit Stand August 2013 bestand die Flotte der ACG Air Cargo Germany aus vier Frachtflugzeugen:
- 4 Boeing 747-400F

Zwei der Maschinen stammten aus der Flotte der China Airlines. Die Konvertierungen der ehemaligen Passagiermaschinen fanden auf dem Flughafen Ben Gurion bei Tel Aviv durch die Firma Israel Aerospace Industries statt. Die erste Maschine mit dem Luftfahrzeugkennzeichen D-ACGA wurde am 12. Februar 2009 übernommen und landete am 25. Februar 2009 auf dem Heimatflughafen Frankfurt-Hahn. Die zweite Maschine (D-ACGB) kam am 14. Juli 2009 am Flughafen Schiphol bei Amsterdam an, um in den Farben der ACG lackiert zu werden, und wurde am 24. Juli 2009 nach Frankfurt-Hahn überführt. Die dritte Maschine, eine geleaste Boeing 747-400SF aus dem Bestand der niederländischen Martinair, wurde am 12. Mai 2010 in Frankfurt-Hahn übernommen und durch das Luftfahrt-Bundesamt mit dem Luftfahrzeugkennzeichen D-ACGC zugelassen. Am 11. September 2010 hatte ACG noch einen vierten Frachter (D-ACGD) vom Typ 747-400SF übernommen, ebenfalls aus den Beständen der Martinair. Im Rahmen der Insolvenz wurden beide Martinair-Flugzeuge wieder retourniert.

## Zwischenfälle
- Am 21. September 2010 wurde eine Boeing 747-400SF der ACG (D-ACGD) in Hongkong schwer beschädigt, als das linke Fahrwerk vor dem Start einknickte. Eine der Startbahnen war daraufhin für mehrere Stunden gesperrt. Das Flugzeug war erst kurz zuvor von der niederländischen Martinair übernommen worden und bei Revima im französischen Caudebec-en-Caux und bei KLM Royal Dutch Airlines in Amsterdam überholt worden.[16]